# Lonely (песня Джоэла Корри)
«Lonely» — песня английского диджея и продюсера Джоэла Корри. В ней присутствует неуказанный вокал английской певицы Харли. Она вышла 24 января 2020 года, 20 марта 2020 года песня получила серебряный статус от Британской ассоциации производителей фонограмм, в Великобритании было продано 200 000 копий.

## Музыкальный клип
Музыкальный клип вышел 24 января 2020 года в главных ролях Эйми Корри, Крис Харис Харли и Джоэл Корри. Джоэл играет роль врача в учреждении, которое лечит людей одержимых своими смартфонами. Режиссёром выступил Эллиот Симпсон, который упомянул, что на клип оказали влияние фильм «Омар» и эпизод «Чёрного зеркала» «Nosedive». Клип заканчивается тем, что все «пациенты» воссоединяются с людьми без телефонов и танцуют все вместе.

## Список композиций
| №  | Название | Длительность |
| -- | -------- | ------------ |
| 1. | «Lonely» | 3:10         |

| №  | Название                        | Длительность |
| -- | ------------------------------- | ------------ |
| 1. | «Lonely» (Goodboys Remix)       | 2:43         |
| 2. | «Lonely» (Robbie Doherty Remix) | 5:54         |
| 3. | «Lonely» (Tobtok Remix)         | 3:13         |
| 4. | «Lonely» (Next Habit Remix)     | 3:25         |
| 5. | «Lonely» (Sammy Porter Remix)   | 2:56         |

## Участники записи
Согласно Tidal.
- Джоэл Корри – продюсер, автор, клавишные
- Льюис Томпсон – продюсер, автор, звукорежиссёр, клавишные
- Ник Эпплбаум – продюсер, автор, звукорежиссёр, клавишные, микшер
- Харли – автор, вокал, дополнительная запись вокала
- Роберт Майкл Нельсон Харви – автор, бэк-вокал
- Кевин Грейнджер – мастеринг-инженер, микшер

## Чарты
| Чарт (2020)                                | Высшая позиция |
| ------------------------------------------ | -------------- |
| Бельгия/Валлония (Ultratip Bubbling Under) | 18             |
| Ирландия (IRMA)                            | 3              |
| Венгрия (Rádiós Top 40)                    | 36             |
| Венгрия (Dance Top 40)                     | 40             |
| Польша (Polish Airplay Top 100)            | 9              |
| Шотландия (OCC Scotland)                   | 5              |
| Slovenia (SloTop50)                        | 10             |
| Великобритания (OCC UK Singles)            | 4              |
| Великобритания (OCC UK Dance)              | 1              |
| США (Billboard Hot Dance/Electronic Songs) | 23             |

| Чарт (2020)                               | Позиция |
| ----------------------------------------- | ------- |
| Ireland (IRMA)                            | 18      |
| Poland (ZPAV)                             | 75      |
| UK Singles (OCC)                          | 14      |
| US Hot Dance/Electronic Songs (Billboard) | 74      |

## Сертификации
| Регион                                                                      | Сертификация  | Продажи   |
| --------------------------------------------------------------------------- | ------------- | --------- |
| Канада (Music Canada)                                                       | Золотой       | 40 000    |
| Новая Зеландия (RMNZ)                                                       | Золотой       | 15 000    |
| Польша (ZPAV)                                                               | Платиновый    | 50 000    |
| Великобритания (BPI)                                                        | 2× Платиновый | 1 200 000 |
| Данные о продажах + прослушиваниях приведены только на основе сертификации. |               |           |